# Torsten Gahler
Torsten Gahler (* 1973 in Stollberg/Erzgeb.) ist ein deutscher Politiker (AfD) seit 2019 und Landtagsabgeordneter in Sachsen.

## Leben und beruflicher Werdegang
Gahler besuchte von 1980 bis 1992 die Polytechnische Oberschule in Meinersdorf sowie die EOS, bzw. nach der Wiedervereinigung das Gymnasium, in Stollberg. Im Anschluss studierte er bis 1995 Steuer- und Staatsfinanzverwaltung an der FHSV Meißen. Nach dem Abschluss des Studiums trat Gahler als Finanzbeamter in den Dienst des Landes Sachsen ein und wurde, unterbrochen vom Wehrdienst beim GebLogRgt 8 in Regensburg von 1996 bis 1997, in wechselnden Dienststellen in Dresden, Leipzig und Chemnitz eingesetzt, zuletzt 2019 als Betriebsprüfer für Groß- und Konzernbetriebe. Daneben ist Gahler seit 1997 als Lehrbeauftragter an der Berufsakademie Sachsen tätig. Weiterhin ist er seit 2016 Friedensrichter.
Gahler ist evangelisch, verheiratet, Vater von zwei Kindern und lebt in Thalheim/Erzgeb.

## Politik
Gahler trat 2017 in die AfD ein. Er trat bei der Landtagswahl in Sachsen 2019 im Wahlkreis Erzgebirge 5 als Direktkandidat an, erreichte 32 % und unterlag damit dem CDU-Kandidaten Jörg Markert, 34,6 %, zog jedoch über Platz 6 der Landesliste der AfD Sachsen in den Landtag ein. Bei der Landtagswahl 2024 wurde er erneut über die Landesliste in den Landtag gewählt.
Zur Landratswahl im Erzgebirgskreis am 12. Juni 2022 trat Gahler für seine Partei als Kandidat für das Amt des Landrates an, unterlag jedoch Rico Anton.
Gahler ist außerdem Landesschatzmeister seiner Partei, Vorsitzender der AfD im Vogtlandkreis und Mitglied des Stadtrates in Thalheim/Erzgeb.